# Exeurytoma anatolica
Exeurytoma anatolica är en stekelart som beskrevs av Cam 1998. Exeurytoma anatolica ingår i släktet Exeurytoma och familjen kragglanssteklar.
Artens utbredningsområde är Turkiet. Inga underarter finns listade i Catalogue of Life.